# Шолакорда
Шолакорда́ (каз. Шолақорда) — село у складі Тарбагатайського району Східноказахстанської області Казахстану. Входить до складу Карасуського сільського округу.
Населення — 195 осіб (2021; 328 у 2009, 496 у 1999, 483 у 1989).
Національний склад станом на 1989 рік:
- казахи — 100 %